# Axel Wallensköld
Axel Gabriel Wallensköld, född 10 maj 1864 i Sankt Petersburg, död 23 mars 1933 i Helsingfors, var en finländsk filolog. Han var sonson till Erik Wallensköld.
Wallensköld blev 1882 student vid Kejserliga Alexanders Universitetet i Finland i Helsingfors, 1886 filosofie magister samt 1891 filosofie licentiat och docent i romansk filologi, 1905 extra ordinarie och 1915 ordinarie professor i samma ämne. Hans vetenskapliga studier rörde sig främst inom fornfranskans område, där han publicerade flera medeltidstexter, innehållande bland annat kritisk apparat och glossar samt språkliga undersökningar. Sådana är Le mystère de Saint Laurent (tillsammans med Werner Söderhjelm i "Finska vetenskapssocietetens "Acta", XVIII, 1890), Chansons de Conon de Béthune (licentiatspecimen 1891), Les Chansons de Gautier d'Épinal (1902), Florence de Rome (I, 1909, II, 1907 i "Publications de la Société des anciens textes francais"), hans förnämsta arbete. I manuskript föreligger Vie de Thibaut de Champagne, innehållande dennes biografi samt sånger. 
Härtill ansluter sig avhandlingar på den historiska fonetikens och syntaxens område, bland annat Un cas de métathèse constante pendant la période de formation de l'ancien français (1896), Zur Klärung der Lautgesetzfrage (Tobler-Abhandlungen, 1895), Le Conte de la femme chaste convoitée par son beau-frère (Finska vetenskapssocietetens "Acta", XXXIII, 1907), en folkloristisk undersökning rörande stoffet i "Florence de Rome", där sagans indiska ursprung uppvisas, och La construction du complément des comparatifs et des expressions comparatives dans les langues romaines (Nyfilologiska föreningens i Helsingfors "Mémoires", V, 1909). Han utgav även Fransk elementarbok (1893) samt utövade som recensent och artikelförfattare omfattande verksamhet. 
Wallensköld deltog som medlem av ridderskapet och adeln i alla lantdagar 1891–1906 och tillhörde Helsingfors stadsfullmäktige, bland vilka han intog en bemärkt ställning. Som skattmästare i Svenska litteratursällskapet i Finland (sedan 1911) förvaltade han Svenska kulturfonden. Han förfäktade idén om utbildandet av en inhemsk svensk teater i Finland och var ordförande i Svenska Teaterns i Helsingfors delegation och jämväl direktion sedan 1916.